# Samuel Colman
Samuel Colman (* 4. März 1832 in Portland, Maine, USA; † 26. März 1920 in New York City, New York) war ein US-amerikanischer Maler, Innenarchitekt und ein Verfasser,
bekannt für seine Porträts des Hudson River.

## Lebenslauf

### Frühe Werke

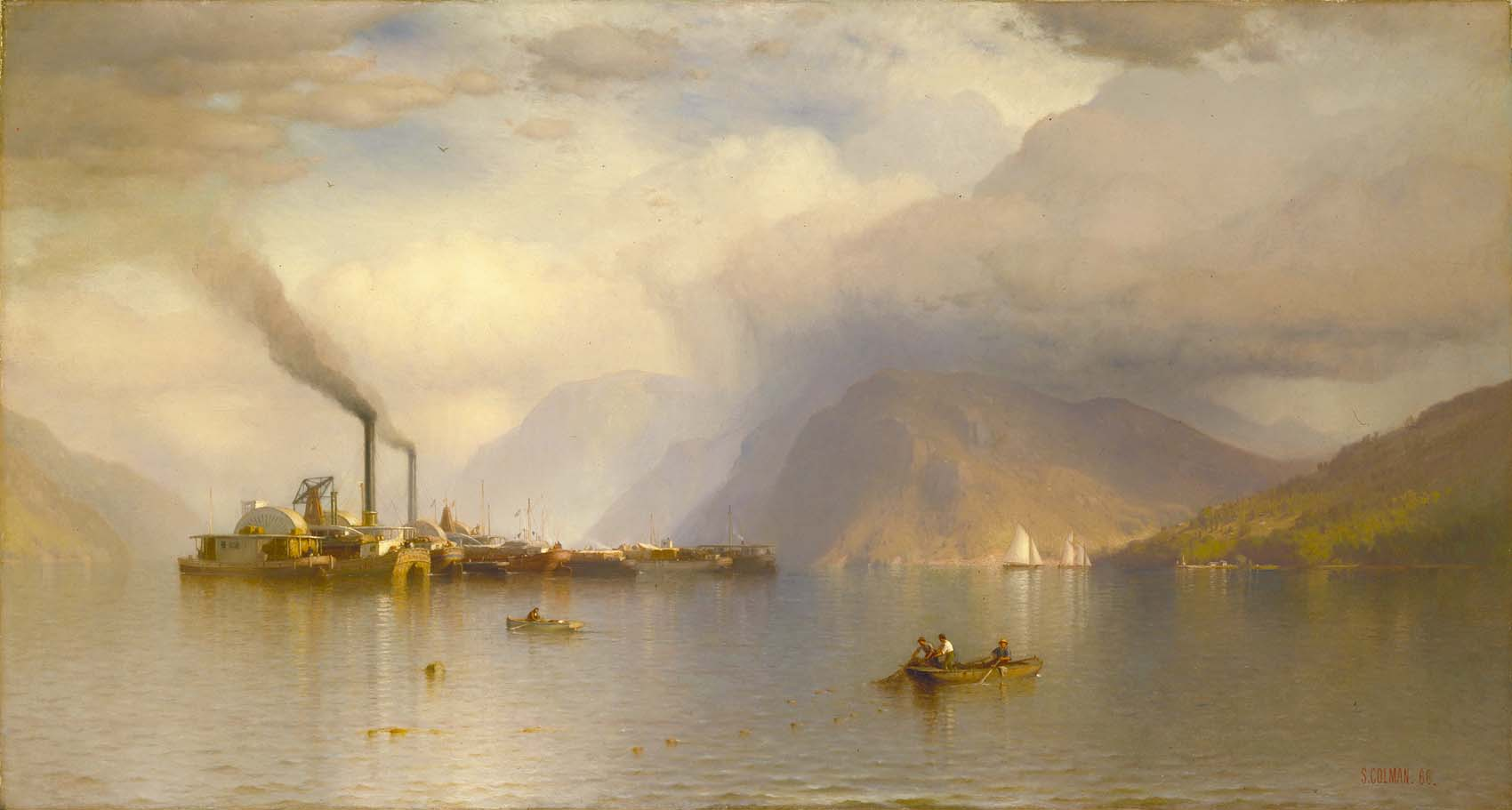
Storm King on the Hudson (82 × 152 cm), National Museum of American Art, Smithsonian Institution, Washington, D.C.

Geboren in Portland, Maine, zog Colman als Kind mit seiner Familie nach New York City. Sein Vater eröffnete dort eine Buchhandlung
und zog eine gebildete Kundschaft an, die Colmans künstlerische Entwicklung beeinflusst haben kann. Es wird angenommen, dass er unter dem Hudson-River-Maler Asher Brown Durand kurz studierte, und er stellte seine erste Arbeit an der nationalen Akademie des Designs 1850 aus. Bis zum Jahre 1854 hatte er in New York City sein eigenes Studio eröffnet. 1862 wurde er in New York zum Mitglied (NA) der National Academy of Design gewählt.

### 1850 bis 1860
Seine Landschaftsbilder in den 50er und 60er Jahren des 19. Jahrhunderts wurden durch die Hudson River School beeinflusst, wie das Bild Wiesen und Wildblumen bei Conway (1856) zeigt. Es befindet sich jetzt an der Vassar-Hochschule in Poughkeepsie, New York. Er war auch in der Lage, in einer romantischen Art zu malen, die nach dem Bürgerkrieg moderner geworden war. Eine seiner bekanntesten Werke und eines der ikonischen Bilder der Hudson-River-School-Kunst, ist sein Sturmkönig auf dem Hudson (1866), jetzt in der Sammlung des Smithsonian-Museums in Washington DC.

### Reisen
Colman war ein Reisenarr, und viele seiner Arbeiten stellten Szenen von fremden Städten und von den Reisen bildlich dar. Er malte seine erste Reise auswärts nach Frankreich und Spanien und kam für eine umfangreiche vierjährige Reise 1870 zurück, in dem er viel Zeit in den Mittelmeerschauplätzen verbrachte. Colman stellte häufig die architektonischen Eigenschaften bildlich dar, die er auf seinen Reisezielen antraf: Schlösser, Brücken, Bögen und Aquädukte kennzeichnen vorstehend in seinen Bildern die fremden Szenen. 1870 und 1880 reiste er in den Westen der Vereinigten Staaten und malte westliche Landschaften, vergleichbar im Bereich und in der Art mit denen von Hudson-River-Maler Thomas Moran.

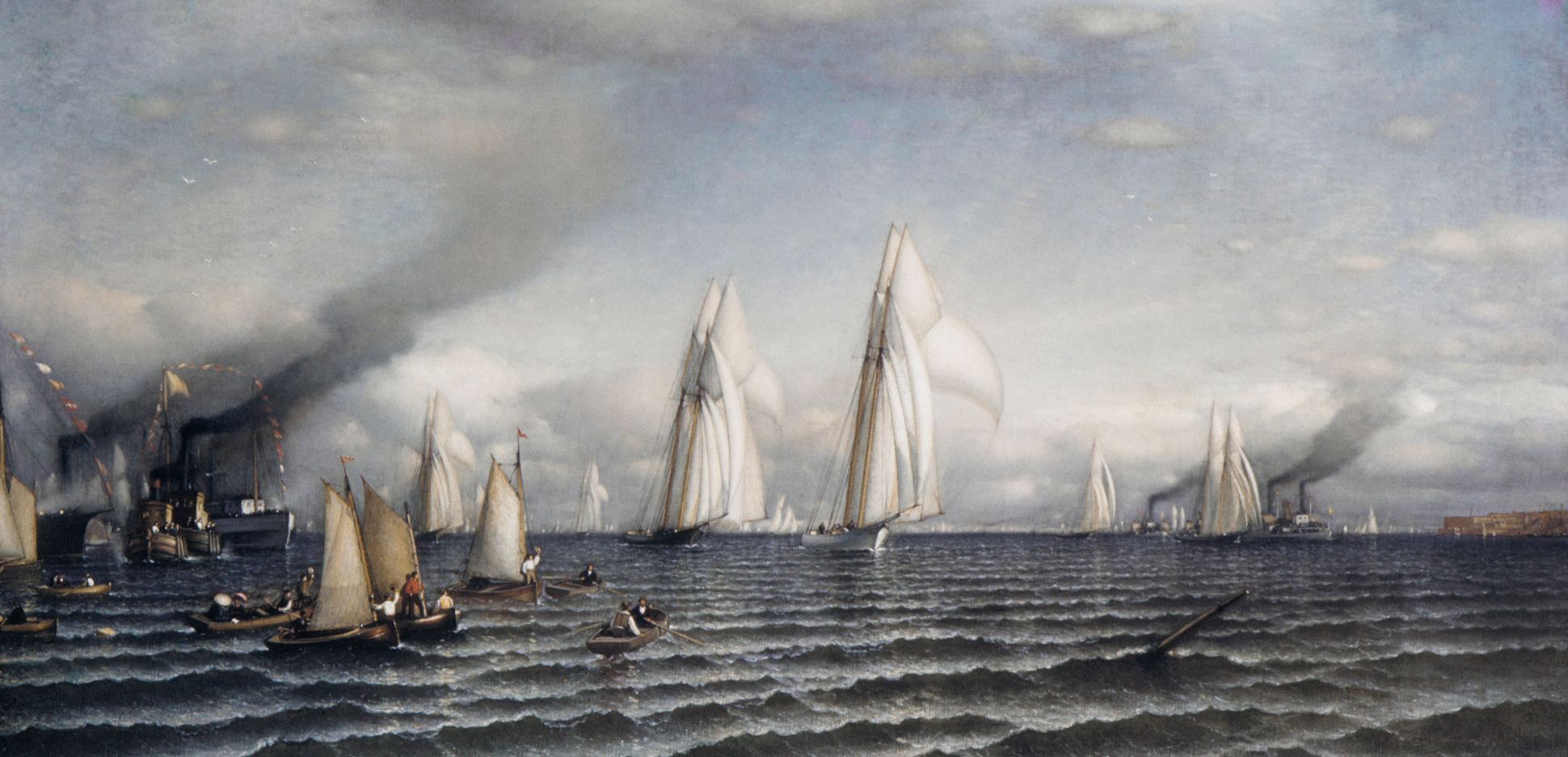
Finish — First International Race for America’s Cup, 8. August 1870. The Metropolitan Museum of Art, New York.

In der Nachkriegszeit wurden Wasserfarbenbilder populärer. Colman war einer der Gründer der 1866 eröffneten Amerikanischen Wasserfarbengesellschaft, und er wurde ihr erster Präsident von 1867 bis 1871. Colman war auch im Mittel der Radierung erfahren. Er war ein frühes Mitglied des New Yorker Radierungsvereins, und es erschienen populäre Radierungen, die europäische Szenen bildlich darstellten.

### Andere Tätigkeiten
Colmans künstlerische Tätigkeiten wurden spät im Leben noch verschieden. Im Jahre 1880 arbeitete er weitgehend als Innenarchitekt und arbeitete mit seinem Freund Luis Tiffany auf dem Design von Samuel Langhorne Clemens (besser bekannt unter seinem Künstlernamen Mark Twain) zusammen. Er wurde auch ein Hauptsammler asiatischer Gegenstände und schrieb zwei Bücher über Geometrie und Kunst.
Colman starb 1920 in New York City.